# Calcaritermes parvinotus
Calcaritermes parvinotus är en termitart som först beskrevs av Light 1933.  Calcaritermes parvinotus ingår i släktet Calcaritermes och familjen Kalotermitidae. Inga underarter finns listade i Catalogue of Life.